# Oko Horusa

Oko Horusa

Oko Horusa (inne określenia: „Oko Uadżet”, „oko księżycowe”) – w mitologii staroegipskiej symbol odrodzenia i powracania do zdrowia.
W Egipcie w okresie Starego Państwa oko było jednym z najważniejszych symboli chroniących. Oczami Horusa były Słońce i Księżyc. Prawe oko to Słońce, lewe było Księżycem. Prawe było odpowiedzialne za aktywność, przyszłość; lewe za pasywność i przeszłość. Razem dawały szerokie spojrzenie – w dzień i w nocy i wskutek tego symbolizowały wszechwiedzę. Miały pomagać tym, którzy czuli się przytłoczeni swoim życiem i potrzebowali nowego wglądu, pełnego inspiracji i wiary. Dzięki oczom odnajdowano szczęście, które nie jest darem z nieba, lecz spoczywa w naszym wnętrzu. Pozwalały żyć w pełni świadomie i bez strachu. Mistyczne starożytne teksty sławiły oczy Horusa jako lustro odbijające naszą prawdziwą naturę.

Ułamkowa konstrukcja Oka Horusa

Lewe oko bóg stracił podczas walk z Setem, ale potem dzięki magicznym zabiegom bogini Hathor odzyskał wzrok. Oko ofiarował swojemu ojcu Ozyrysowi, zabitemu przez Seta i panującemu w Krainie Umarłych, przywrócił mu w ten sposób zdolność widzenia. Legenda głosiła, że wyłupione przez Seta oko zostało przez niego porąbane na kawałki, po czym cudownie się zrosło. Dzięki temu Oko Horusa, znane jako Oko Uadżet (trans. wḏ3t – znaczy „mocny” lub „zdrowy”) stało się potężnym amuletem. Zapewniało życie, chroniło przed wszystkimi niebezpieczeństwami, symbolizowało też proces powracania zdrowia i stawania się całością. Dlatego też za pomocą poszczególnych części Oka Horusa starożytni Egipcjanie zapisywali ułamki.